# Robin Stille
Robin Rochelle Stille (* 24. November 1961 in Philadelphia, Pennsylvania; † 9. Februar 1996 in Burbank, Kalifornien), auch bekannt als Robin Rochelle, war eine US-amerikanische Schauspielerin. Ihre bekannteste Rolle spielte sie 1982 als Valerie im Horrorfilm The Slumber Party Massacre.

## Leben und Karriere
Robin Stille kam 1961 als Tochter von Jere Stille und Sarah Bridge in Philadelphia zur Welt. Sie hatte zwei Schwestern und einen Bruder. Nachdem sie mit ihrer Familie in den Raum Los Angeles gezogen war, schloss sie 1979 die Highschool in Garden Grove ab. 1982 gab sie in der von Roger Corman produzierten und von Amy Holden Jones gedrehten Slasher-Parodie The Slumber Party Massacre ihr Filmdebüt. Mit der Rolle der neuen Mitschülerin Valerie mimte sie eines von drei Final Girls. In den folgenden Jahren spielte sie vor allem in B-Filmen im Action- und Horrorgenre mit, so etwa in Cross Riders und Sorority Babes in the Slimeball Bowl-O-Rama. Ihre letzte Spielfilmrolle hatte sie 1990 in American Fighter 4 – Die Vernichtung als Friedenscorps-Ärztin. Im selben Jahr trat sie in einer Episode der Fernsehserie Jake und McCabe – Durch dick und dünn auf.
Robin Stille entwickelte ein Alkoholproblem und nahm sich am 9. Februar 1996 im Alter von 34 Jahren in Burbank das Leben. Sie hinterließ die 1983 geborenen Zwillinge Justin und Matthew von Peter Creadick (1956–2019). Der Dokumentarfilm Sleepless Nights: Revisiting the Slumber Party Massacres aus dem Jahr 2010 ist ihrem Andenken gewidmet.

## Filmografie
Filme
- 1982: The Slumber Party Massacre
- 1983: I’m Going to Be Famous
- 1983: The Being (uncredited)
- 1987: Hungry for Your Love (Kurzfilm)
- 1987: Cross Riders – Teufelskerle auf heißen Maschinen (Winners Take All)
- 1988: Beast You! (Sorority Babes in the Slimeball Bowl-O-Rama)
- 1988: Vampir Party (Vampire Knights)
- 1990: American Fighter 4 – Die Vernichtung (American Ninja 4: The Annihilation)

Fernsehserie
- 1990: Jake und McCabe – Durch dick und dünn (Jake and the Fatman, 1 Episode)